# Gianna Baltaro
Gianna Baltaro (Torino, 13 febbraio 1926 – Torino, 29 gennaio 2008) è stata una giornalista e scrittrice italiana.
Dopo aver esercitato per molti anni la professione di giornalista, in cui si occupò principalmente di cronaca nera, intraprese l'attività di scrittrice di romanzi polizieschi, dando vita a una serie di storie incentrata attorno al personaggio del commissario Martini.

## Biografia
Cronista di nera, giornalista, scrittrice di polizieschi,
Gianna Baltaro è nata a Torino, il 13 febbraio 1926. Compie studi irregolari, parte in Italia e parte in Francia: suo padre vi si trasferisce con la famiglia prima della II Guerra Mondiale. Tornata a Torino, Gianna si sposa, perde prematuramente il marito (che lavora nella distribuzione cinematografica e con cui frequenta la vivace Torino delle piole e della cultura non paludata). Dopo la scomparsa del marito (la perdita del marito è un fatto doloroso di cui la scrittrice non vorrà mai parlare), svolge attività giornalistica per parecchi anni, cominciando dalla Cronaca Nera (è stata la prima cronista di Nera torinese e una delle prime in Italia). Erano gli anni del commissario Montesano ), poi gli anni di piombo. La Baltaro ha collaborato con tutte le principali testate torinesi:“La Gazzetta del Popolo”, “L’Unità”, “La Stampa”, “La Stampa Sera”, e con la RAI. Ha inoltre tenuto corrispondenze per “Il Giorno” e “L’Occhio” di Milano, e con “L’Ora” di Palermo.
Viaggia in tutta Italia per partecipare a concorsi gastronomici: «Alla Gazzetta ero diventata un’esperta di ristoranti… perciò il mio commissario Martini è un assiduo frequentatore di piole e bocciofile…» FONTE LA REPUBBLICA, 08/07/2004 Tiziana Catenazzo. Partecipa a conferenze, crea eventi, ed è ideatrice di diverse iniziative, tra cui la rassegna “In punta di Penna e di Forchetta, incontro di idee e di sapori tra scrittori e chef di cucina” (Poirino 1996-7).
Nel 1989 collabora al volume "Invito a Torino" (con Mario De Biasi e Valerio Castronovo per Magnus Editore).
Negli anni Novanta inizia a scrivere libri polizieschi, creando il genere di un giallo storico torinese e dando vita alla figura dell’ex commissario Andrea Martini, personaggio fisso dei suoi 18 romanzi, insolito investigatore che agisce nella Torino degli Anni Trenta. Questa Torino, conosciuta dalla scrittrice attraverso i primi ricordi o i ricordi della madre, viene ricreata grazie ad attente ricerche..
La Baltaro riceve l’interesse dei critici, l’amore incondizionato dei lettori e riconoscimenti letterari: “Pensione Tersicore” è segnalato dalla giuria del Premio Alberto Tedeschi, Giallo Mondadori: “per il brillante revival del mystery classico anni 30, per la vivida caratterizzazione dei personaggi e per la scrittura spiritosa e amena”. “L’altra riva del lago”riceve la "Targa speciale" della Giuria dei Critici del Premio Stresa di Narrativa 2007…  E nell'ottobre 2016 (novantesimo anniversario della scrittrice) “Nelle nebbie del Gambero d'Oro" (Golem Ed.) ottiene la menzione della giuria del Festival Giallo Garda: "Un romanzo giallo dalla trama efficace, ben improntata sulla ricerca della verità. I personaggi sono vivi, reali, pieni di contraddizioni come è la vita. L'ambientazione è però la vera protagonista: quella nebbia che impregna ogni cosa, gli odori di una Torino antica, con quei portoni che si aprono sui vissuti della gente. L'umanità che si respira tra le righe fanno di questo libro un manifesto dell'uomo e di tutto ciò che lo muove".
Lunga la Rassegna della stampa, che spesso la definisce l'“Agatha Christie italiana", per i suoi intrighi eleganti, incruenti («Ho visto troppo sangue», diceva lei) o la “Signora in Giallo sotto la Mole”. Tuttavia la scrittrice sentiva il suo commissario Andrea Martini più vicino al Maigret di Georges Simenon che al Poirot di Agatha Christie.
Ma infine… Gianna Baltaro è essenzialmente se stessa: “la Baltaro”, indiscussa maestra e iniziatrice, come s’è detto,  di un genere.

## Opere
- Nelle nebbie del Gambero d'Oro. La prima indagine del commissario Martini (1990) Gribaudo Editore
- Ore 10, Porta Nuova. La seconda indagine del commissario Martini (1991) Edizioni Angolo Manzoni
- Pensione Tersicore La terza indagine del commissario Martini (1991) Piemonte in Bancarella
- Due gocce di sangue blu. La quarta indagine del commissario Martini (1992) Edizioni Angolo Manzoni
- Delitti di prima classe. La quinta indagine del commissario Martini (1993) Edizioni Angolo Manzoni
- Poker di donne. La sesta indagine del commissario Martini (1994) Edizioni Angolo Manzoni
- Qualcuno a mezzanotte. La settima indagine del commissario Martini (1995) Rusconi Libri
- Una certa sera d'inverno. L'ottava indagine del commissario Martini (1996) Edizioni Angolo Manzoni
- L'altra riva del lago. La nona indagine del commissario Martini (1997) Fògola Editore
- Ritorno dal passato. La decima indagine del commissario Martini (1999) Edizioni Angolo Manzoni
- Mentre scendeva il buio. L'undicesima indagine del commissario Martini (2000) Edizioni Angolo Manzoni
- Segreti di famiglia. La dodicesima indagine del commissario Martini (2001) Edizioni Angolo Manzoni
- Uno strano cliente. La tredicesima indagine del commissario Martini (2002) Edizioni Angolo Manzoni
- I problemi della signora Pich. La quattordicesima indagine del commissario Martini (2003) Edizioni Angolo Manzoni
- Una donna chiamata Bonbon. La quindicesima indagine del commissario Martini (2004) Edizioni Angolo Manzoni
- Quel maledetto giorno di carnevale. La sedicesima indagine del commissario Martini (2005) Edizioni Angolo Manzoni
- L'uomo dal soprabito grigio. La diciassettesima indagine del commissario Martini (2006) Edizioni Angolo Manzoni
- Il mistero di Linda. La diciottesima indagine del commissario Martini (2007) Edizioni Angolo Manzoni

Dal 2016 Golem edizioni ripubblica le indagini di Martini, con un'operazione analoga a quella dell'editore Adelphi per il Maigret di Simenon.
Dopo la scomparsa di Gianna Baltaro, alcuni collaboratori delle Edizioni Angolo Manzoni vollero celebrarne l'opera, scrivendo alcuni nuovi romanzi con protagonista il commissario Andrea Martini:
- Enzo Bartolone, Daniela Messi, Un marito per Jolanda. Diciannovesima indagine del commissario Martini, Edizioni Angolo Manzoni, 2008
- Enzo Bartolone, Daniela Messi, Il commissario Martini e i delitti senza determinante causa. Ventesima indagine del commissario Martini, Edizioni Angolo Manzoni, 2012
- Enzo Bartolone, Daniela Messi, Il commissario Martini si arrabbia! Ventunesima indagine del commissario Martini, 2014